# SIGMA
SIGMA（シグマ)は、韓国でHIPHOPの最先端として名を馳せたBIGFLOの元メンバーZ-UK(ジウク)を中心に結成されたグローバルボーイズグループ。
楽曲制作からパフォーマンスまでメンバーが全プロデュースを手がけ、グループ名はSIGMA (読み方：シグマ)常に足し算をする記号＝「Σ」「経験・実力・流行・人気」時代に沿って全てを足し算し、常に進化を遂げていく意味がある。
2021年1月26日にシングル「HIGHER」でデビュー！シングルには日本語Verの他に韓国語Verも収録されこの曲で日韓同時デビューとなる。

## メンバー
Z-UK(ジウク)
リーダー
- 出身：韓国 プサン
- 担当：作曲・RAP・振付・音楽プロデューサー
- 生年月日：1月 27日
- 血液型：A型
- 身長：175cm
- Debut：2014年 BIGFLO「First Flow」

SHUN(シュン)
- 出身：日本 宮崎県
- 担当：ダンス・RAP
- 生年月日：10月 27日
- 血液型：A型
- 身長：178cm
- 趣味：ショッピング、ダンス
- Debut：2015年 SELLOUT

CHANHYO(チャンヒョ)
- 出身：韓国 ソウル
- 担当：ヴォーカル
- 生年月日：1月 27日
- 血液型：B型
- 身長：178cm
- 趣味：サーフィン、歌、ゲーム
- 特技：テコンドー、キーボード、作曲
- Debut：2020年 SIGMA PROJECT

R.Y.U(リュウ)
- 出身：日本 長野県
- 担当：ダンス・RAP
- 生年月日：4月 2日
- 血液型：AB型
- 身長：180cm
- 趣味：ショッピング
- 特技：美味しいコーラを作れる
- Debut：2020年 SIGMA PROJECT

## ディスコグラフィ
SIGMA Debut Single「HIGHER」（2021年1月26日)
1. 「HIGHER-JP Ver-」
2. 「HIGHER-KR Ver-」
3. 「HIGHER-Instrumental-」

DM-0009 /DIAMOND MUSIC ¥1,500＋Tax